# (35187) 1993 VW1
1993 VW1 (asteroide 35187) é um asteroide da cintura principal. Possui uma excentricidade de 0.21276520 e uma inclinação de 7.68835º.
Este asteroide foi descoberto no dia 11 de novembro de 1993 por Seiji Ueda e Hiroshi Kaneda em Kushiro.